# Canggal (Kledung)
Canggal is een bestuurslaag in het regentschap Temanggung van de provincie Midden-Java, Indonesië. Canggal telt 482 inwoners (volkstelling 2010).